# Iso Haapasaari (ö i Mellersta Finland)
Iso Haapasaari är en ö i Finland.   Den ligger i kommunen Jyväskylä i den ekonomiska regionen  Jyväskylä ekonomiska region  och landskapet Mellersta Finland, i den södra delen av landet, 230 km norr om huvudstaden Helsingfors.